# Zelia Aumere
Zelia Aumere (även Celia och Zelia Uhke) född Zelia Anton, född 4 mars 1919 i Tallinn, Estland, död 13 augusti 1998 i Solna, var en estnisk violinist och fiolpedagog.
Aumeres far Jacob Aumere var en estnisk violinist och Zelia Aumere blev känd som underbarn tillsammans med sin bror Hubert Aumere. Hon examinerades 1937 vid Tallinns musikkonservatorium där hon studerade för Johannes Karl Paulsen. Hon flydde 1944 till Sverige och anställdes i Sveriges Radios symfoniorkester och hon var också medlem av Kyndelkvartetten. Zelia Aumere är gravsatt i minneslunden på Skogskyrkogården i Stockholm.